# Michal Riszdorfer
Michal Riszdorfer (Komárno, 26 maggio 1977) è un canoista slovacco.
Ha vinto una medaglia di bronzo nel K4 1000 m alle Olimpiadi di Atene 2004. Inoltre è stato campione mondiale in più occasioni.

## Palmarès
- Olimpiadi

Atene 2004: bronzo nel K4 1000 m.
Pechino 2008: argento nel K4 1000 m.
- Mondiali

1998 - Seghedino: oro nel K2 500 m.
1999 - Milano: oro nel K2 1000 m.
2001 - Poznań: bronzo nel K4 500 m.
2002 - Siviglia: oro nel K4 200 m, K4 500 m e K4 1000 m.
2003 - Gainesville: oro nel K4 500 m e nel K4 1000 m.
2005 - Zagabria: argento nel K4 500 m e nel K4 1000 m.
2006 - Seghedino: oro nel K4 500 m.
2007 - Duisburg: oro nel K4 500 m e bronzo nel K4 1000 m.
2009 - Dartmouth: argento nel K4 200 m e bronzo nel K4 1000 m.
- Campionati europei di canoa/kayak sprint

Plovdiv 1997: argento nel K4 1000m.
Zagabria 1999: oro nel K2 1000m e bronzo nel K2 500m.
Milano 2001: oro nel K4 1000m e argento nel K4 500m.
Seghedino 2002: oro nel K4 500m e nel K4 1000m.
Poznań 2005: oro nel K4 1000m e argento nel K4 500m.
Račice 2006: oro nel K4 500m e K4 1000m.
Pontevedra 2007: oro nel K4 500m e nel K4 1000m.
Milano 2008: oro nel K4 500m e K4 1000m.
Brandeburgo 2009: argento nel K4 1000m.